# L'If et la Rose
L'If et la Rose (The Rose and the Yew Tree) est un roman de Mary Westmacott, pseudonyme d'Agatha Christie, publié en 1948 au Royaume-Uni. En France, il est publié en 1950 chez Robert Laffont.
C'est le quatrième des six romans d'Agatha Christie publiés sous le pseudonyme de Mary Westmacott.

## Commentaires
L'intrigue du roman a des similitudes avec celle de La Nuit qui ne finit pas (Endless Night) publié en 1967.
L'If et la Rose est l'un des romans préférés d'Agatha Christie et sa fille Rosalind.
L'éditeur habituel de Christie, William Collins, Sons, refuse de publier le roman. Agatha Christie le fait donc publier chez William Heinemann Ltd, tout comme ses deux romans suivants sous le pseudonyme de Mary Westmacott.

## Éditions
- (en) The Rose and the Yew Tree, Londres, William Heinemann Ltd, 1948
- (en) The Rose and the Yew Tree, New York, Farrar & Rinehart, 1948
- L'If et la Rose  (trad. Germaine Beaumont), Paris, Éditions Robert Laffont, coll. « Pavillons », 1950, 287 p. (BNF 31945497)
- L'If et la Rose  (trad. Germaine Beaumont), Paris, Éditions du Masque, 1981, 280 p. (ISBN 2-7024-1233-5, BNF 34657203)